# Консерваторія Алессандро Скарлатті
Консерваторія Палермо імені Алессандро Скарлатті, яка раніше була консерваторією Вінченцо Белліні (італ. Conservatorio Alessandro Scarlatti, già Conservatorio Vincenzo Bellini) – вищий музичний заклад, заснований в Палермо в 1617 році як "Притулок доброго пастиря".
У 1915 році він був присвячений пам’яті Вінченцо Белліні і є закладом вищої художньої, музичної та танцювальної підготовки (AFAM). З 10 серпня 2018 року він названий на честь композитора Палермо Алессандро Скарлатті з новою назвою: Музична консерваторія Алессандро Скарлатті - Палермо, раніше Вінченцо Белліні.

## Історія
Консерваторія була створена між 1617 і 1618 роками в церкві Сантіссіма Аннунціата, біля порту Сан Джорджо, як притулок Лі Сперсі Масколі (італ. Li Spersi Mascoli) під назвою Добрий Пастор (італ. Orfanotrofio del Buon Pastore). У 1721 р. було розпочато викладання музики, а з 1747 р. музика стала єдиним предметом викладання.
У розпорядженні хормейстера коледжу Філліуолі також був музикант і композитор неаполітанської школи Нікола Боніфаціо Логросчіно, який переїхав туди 1 вересня 1758 року. Франческо Пітіккіо навчався там і керував італійською оперою в Брауншнвейгу близько 1786 року.
Вирішальний вклад додав П'єтро Раймонді, якого в 1833 році закликав взяти управління барон П'єтро Пізані. Його наступником стали його учень П'єтро Платанія, композитор Джорджо Мічелі, Гульєльмо Зуеллі, який відповідав за керівництво закладом Вінченцо Белліні, Альберто Фавара та автори творів Франческо Чілеа та Франческо Паоло Фронтіні. Протягом двадцятого століття їх змінили інші музиканти, такі як Гвідо Альберто Фано, Джузеппе Муле, Антоніо Саваста, Рито Сельваджі, П'єтро Ферро, Теренціо Гарджіуло, Оттавіо Зііно, Антоніо Тромбоне, Марія Еліза Тоцці, Еліодоро Солліма.
З 1890 року до коледжу була приєднана середня школа для чоловіків та жінок. Школа-інтернат, фактично закрита з 1917 року, була остаточно зліквідована 1921 року.
Після реформи за законом 508 о 1999, консерваторія стала місцем проведення різноманітних дидактичних, художніх та дослідницьких заходів, що залучають численні художньо-дисциплінарні сектори, включаючи нову музику, історичні практики виконання, електронну музику та нові стилі, такі як джаз.

## Керівники консерваторії
- П'єтро Раймонд (1833–1852) – відомий композитор
- П'єтро платанів (1863–1881) – відомий композитор та педагог
- Джорджо Мічелі (1887–1894) – італійський композитор
- Гульєльмо Дзуеллі (1895–1913) – італійський композитор
- Франческо Чілеа (1913–1916) – італійський композитор
- Гвідо Альберто Фано (1916–1922) – італійський піаніст, композитор та педагог
- Джузеппе Мулі (1922–1925)
- Антоніо Саваста (1926–1938) – італійський композитор
- Ріто Сельваджі (1938–1941) – італійський композитор, диригент та музичний педагог
- П'єтро Ферро (1949–1955) – італійський композитор та музичний педагог
- Теренціо Гарджуло (1959–1961)
- Оттавіо Дзііно – італійський диригент, композитор і музичний педагог. Батько музикознавця Агостіно Дзііно.
- Еліодоро Солліма

## Відомі викладачі
- Камілло де Нардіс – італійський композитор та музичний педагог
- Альберто Фавара – італійський композитор

## Нагороди

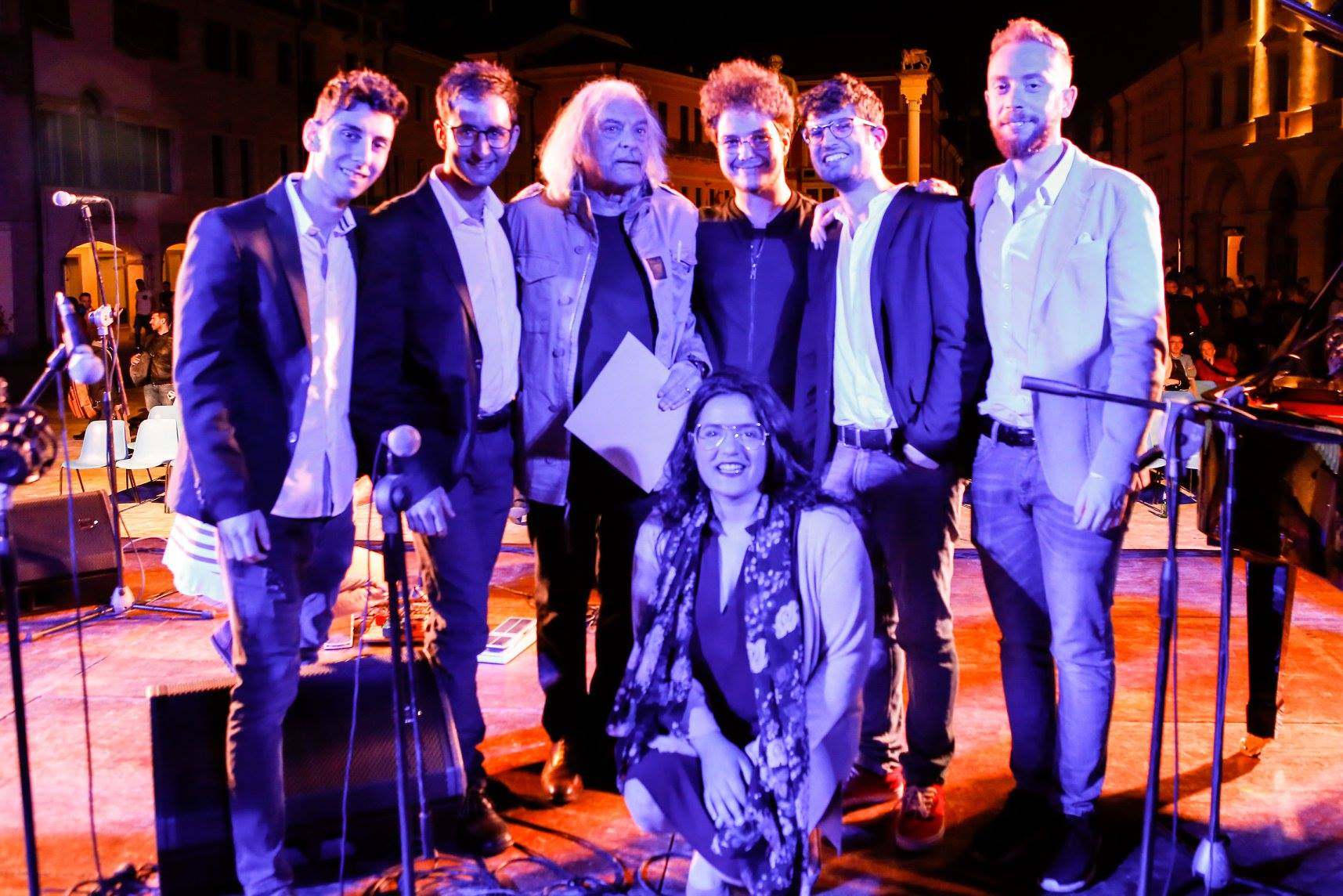
Гурт #RedIngProject разом з Енріко Равою після виграшу Національної премії джазового мистецтва

- У 2018 році група #RedIngProject у складі студентів Франческо Лео (фортепіано), Роберта Сава (вокал), Фабіано Петрулло (саксофон), Марко Ді Сальво (труба), Стефано Індія (електричний бас), Федеріко Гуччіардо (ударні) виграла Національну премію секції мистецтв [Архівовано 15 травня 2021 у Wayback Machine.] у категорії Джаз у консерваторії ім. Ф. Венеце в Ровіго. Студент Федеріко Гуччіардо отримує нагороду найкращого солісту. Президент журі Енріко Рава[4][5].